# Рушанский, Михаил Яковлевич
Михаи́л Я́ковлевич Руша́нский (11 июня 1935 года, Ленинград, СССР — 28 мая 2021) — советский и российский боксёр и тренер, призёр чемпионатов СССР и Вооружённых Сил СССР в легчайшем весе.

## Биография
В 1952 году по совету старшего брата Валентина пришёл в секцию бокса ДСО «Труд» к тренеру В. И. Куркину. С 1955 года на службе в армии: УВОСО ЛенВО, ВАТТ, ЗабВО, СКА ЛенВО, ВТУ, ВОСО, ВТИЖДВ.
В 1966 году окончил дневное отделение ВАТТ им. А. В. Хрулёва (автомобильно-дорожный факультет, кафедра военных сообщений). В 1967 году, проходя службу в Забайкальском военном округе, он в качестве «играющего тренера» стал в пятый раз чемпионом Вооруженных Сил.
После ухода в запас подполковник Михаил Рушанский продолжал тренировать армейскую молодежь, подготовил 15 мастеров спорта, среди них чемпиона России Джамбулата Мутаева и призёра чемпионата и Кубка России Геннадия Хлобыстина.
С 1982 года тренер по боксу в Купчине (Санкт-Петербург). C 1994 года заведующий спортивным залом-тренер по боксу (Санкт-Петербург). С 2010 года тренер-консультант по боксу ФОК угол О. Дундича и Бухарестской (Санкт-Петербург).
В 2012 году во Фрунзенском районе Санкт-Петербурга состоялось открытие отделения школы бокса Михаила Рушанского на базе физкультурно-оздоровительного комплекса «Витамин».

## Спортивные достижения
- Финалист чемпионата СССР по боксу 1961 года.
- Обладатель бронзовых медалей чемпионатов СССР — 1958, 1962 и 1963 годов.
- Призёр 3-й Спартакиады Народов СССР[источник не указан 1764 дня].
- Пятикратный чемпион Вооружённых Сил СССР.
- Двукратный чемпион Ленинграда.

## Спортивные звания
- Мастер спорта СССР
- Почётный мастер спорта
- Заслуженный тренер России (1993)
- Судья всесоюзной категории